# Páhi
Páhi é um município da Hungria, situado no condado de Bács-Kiskun. Tem 38,96 km² de área e sua população em 2015 foi estimada em 1.169 habitantes.